# Campeonato Argentino de Futebol de 1957
O Campeonato Argentino de Futebol de 1956 foi a vigésima sétima temporada da era profissional da Primeira Divisão do futebol argentino. O certame foi disputado em dois turnos de todos contra todos, entre 5 de maio e 15 de dezembro de 1956. O River Plate sagrou-se campeão argentino, pela décima quarta vez.

## Participantes
| Equipe                    | Cidade       |
| ------------------------- | ------------ |
| Argentinos Juniors        | Buenos Aires |
| Atlanta                   | Buenos Aires |
| Boca Juniors              | Buenos Aires |
| Estudiantes               | La Plata     |
| Ferro Carril Oeste        | Buenos Aires |
| Gimnasia y Esgrima        | La Plata     |
| Huracán                   | Buenos Aires |
| Independiente             | Avellaneda   |
| Lanús                     | Lanús        |
| Newell's Old Boys         | Rosário      |
| Racing Club de Avellaneda | Avellaneda   |
| River Plate               | Buenos Aires |
| Rosario Central           | Rosário      |
| San Lorenzo               | Buenos Aires |
| Tigre                     | Victoria     |
| Vélez Sarsfield           | Buenos Aires |

## Classificação final
| Pos | Equipes               | J  | V  | E  | D  | GM | GS | Pts |
| --- | --------------------- | -- | -- | -- | -- | -- | -- | --- |
| 1   | River Plate           | 30 | 19 | 8  | 3  | 75 | 34 | 46  |
| 2   | San Lorenzo           | 30 | 15 | 8  | 7  | 66 | 42 | 38  |
| 3   | Racing Club           | 30 | 15 | 6  | 9  | 59 | 41 | 36  |
| 4   | Boca Juniors          | 30 | 13 | 8  | 9  | 45 | 34 | 34  |
| 4   | Vélez Sársfield       | 30 | 12 | 10 | 8  | 42 | 43 | 34  |
| 6   | Huracán               | 30 | 14 | 5  | 11 | 46 | 39 | 33  |
| 6   | Estudiantes LP        | 30 | 12 | 9  | 9  | 46 | 50 | 33  |
| 8   | Independiente         | 30 | 11 | 9  | 10 | 35 | 31 | 31  |
| 8   | Newell's Old Boys     | 30 | 11 | 9  | 10 | 38 | 39 | 31  |
| 10  | Argentinos Juniors    | 30 | 9  | 10 | 11 | 49 | 57 | 28  |
| 11  | Rosario Central       | 30 | 10 | 7  | 13 | 40 | 37 | 27  |
| 12  | Atlanta               | 30 | 7  | 10 | 13 | 37 | 53 | 24  |
| 13  | Tigre                 | 30 | 8  | 7  | 15 | 37 | 49 | 23  |
| 13  | Gimnasia y Esgrima LP | 30 | 8  | 7  | 15 | 37 | 62 | 23  |
| 15  | Lanús                 | 30 | 7  | 8  | 15 | 44 | 57 | 22  |
| 16  | Ferro Carril Oeste    | 30 | 6  | 5  | 19 | 33 | 61 | 17  |

|  |            |
|  | Campeão.   |
|  | Rebaixado. |

## Premiação
| Campeonato Argentino de Futebol de 1957 |
| --------------------------------------- |
| River Plate Campeão (14° título)        |

## Goleadores
| Jogador | Jogador             | Gols | Equipe                  |
| ------- | ------------------- | ---- | ----------------------- |
|         | Juan Alberto Castro | 17   | Rosario Central         |
|         | Roberto Zárate      | 22   | River Plate             |
|         | José Sanfilippo     | 19   | San Lorenzo             |
|         | Diego Bayo          | 17   | Gimnasia y Esgrima (LP) |
|         | Norberto Menéndez   | 14   | River Plate             |
|         | Norberto Conde      | 13   | Vélez Sarsfield         |